# Đạo luật Cộng hòa Ireland 1948
Đạo luật Cộng hòa Ireland 1948 (tiếng Anh: The Republic of Ireland Act 1948) (Đạo luật số 22/1948) là một đạo luật của Quốc hội Cộng hòa Ireland (Oireachtas) tuyên bố rằng Ireland sẽ được gọi là Cộng hòa Ireland và trao cho tổng thống Ireland quyền thực thi quyền hành pháp của nhà nước trong quan hệ đối ngoại, theo lời khuyên của Chính phủ Ireland. Đạo luật được ký thành luật vào ngày 21 tháng 12 năm 1948 và có hiệu lực vào ngày 18 tháng 4 năm 1949 tức Thứ Hai Phục sinh, kỷ niệm 33 năm ngày bắt đầu cuộc nổi dậy Phục sinh.
Đạo luật này đã bãi bỏ Đạo luật Quan hệ Đối ngoại năm 1936, vốn trao cho George VI quyền là biểu tượng hợp tác của các quốc gia thành viên của Khối thịnh vượng chung mà Ireland liên kết, theo đó chính thức chấm dứt vai trò theo luật định còn lại của quân chủ Vương quốc Liên hiệp Anh và Bắc Irelandliên quan đến Ireland. Do đó, những chức năng được trao cho George VI và những người kế nhiệm qua đạo luật trước được chuyển cho Tổng thống Ireland.

## Nội dung đạo luật
Đạo luật Cộng hòa Ireland bao gồm năm phần được tóm tắt, được trình bày đầy đủ như sau:
| Tiếng Anh | Tiếng Việt |
| --- | --- |
| Number 22 of 1948 The Republic of Ireland Act, 1948 An Act to repeal the Executive Authority (External Relations) Act, 1936, to declare that the description of the State shall be the Republic of Ireland, and to enable the President to exercise the executive power or any executive function of the state in or in connection with its external relations. (21 December 1948) Be it enacted by the Oireachtas as follows:— 1.—The Executive Authority (External Relations) Act, 1936 (No. 58 of 1936), is hereby repealed. 2.—It is hereby declared that the description of the State shall be the Republic of Ireland. 3.—The President, on the authority and on the advice of the Government, may exercise the executive power or any executive function of the State in or in connection with its external relations. 4.—This Act shall come into operation on such day as the Government may by order appoint. 5.—This Act may be cited as The Republic of Ireland Act, 1948. | Số 22/1948 Đạo luật Cộng hòa Ireland, 1948 Một đạo luật nhằm bãi bỏ Đạo luật Thẩm quyền Hành pháp về Quan hệ Đối ngoại, 1936, tuyên bố rằng tên gọi của Nhà nước sẽ là Cộng hòa Ireland, và cho phép Tổng thống thực hiện quyền hành pháp hoặc bất kỳ chức năng hành pháp nào của Nhà nước trong hoặc liên quan đến các quan hệ đối ngoại của Nhà nước. (21 tháng 12 năm 1948) Quốc hội Ireland ban hành như sau:— 1.—Đạo luật Thẩm quyền Hành pháp về Quan hệ Đối ngoại, 1936 (Số 58/1936), được bãi bỏ theo đạo luật này. 2.—Tuyên bố rằng tên gọi của Nhà nước sẽ là Cộng hòa Ireland. 3.—Tổng thống, theo thẩm quyền và theo lời khuyên của Chính phủ, có thể thực hiện quyền hành pháp hoặc bất kỳ chức năng hành pháp nào của Nhà nước trong hoặc liên quan đến các quan hệ đối ngoại của Nhà nước. 4.—Đạo luật này sẽ có hiệu lực vào ngày do Chính phủ ấn định bằng lệnh. 5.—Đạo luật này có thể được trích dẫn là Đạo luật Cộng hòa Ireland, 1948. |

### Quân chủ Anh Quốc
Điều 1 của Đạo luật bãi bỏ Đạo luật Thẩm quyền Hành pháp về Quan hệ Đối ngoại 1936, trực tiếp loại trừ những quyền hành và chức năng cuối cùng còn lại của quốc vương Anh đương thời là Vua George VI, về các vấn đề liên quan đến nhà nước Ireland. Các chức năng này liên quan đến việc cấp và chấp nhận thư ủy nhiệm của các đại diện ngoại giao và lãnh sự, cũng như việc ký kết các thỏa thuận quốc tế. Điều 3 quy định rằng Tổng thống Ireland sẽ là người tiếp quản việc thực thi các chức năng này, cũng như bất kỳ chức năng nào khác liên quan đến quan hệ đối ngoại của nhà nước.

### Khối thịnh vượng chung
Vào thời điểm Đạo luật có hiệu lực, John A. Costello, Taoiseach (thủ tướng Ireland) tại thời điểm trình Đạo luật trước Oireachtas, tin rằng Ireland không nên có vua và không phải là thành viên của Khối thịnh vượng chung kể từ năm 1936. Quan điểm của chính phủ ông là Ireland đã là một nước cộng hòa và Đạo luật sẽ không tạo ra một nước cộng hòa mà đúng hơn là đạt được "sự làm rõ về địa vị hiến pháp [của Ireland]." Những quan điểm này được nhà lãnh đạo phe đối lập Ireland thời bấy giờ, Éamon de Valera, tán thành. Các nhà lãnh đạo Ireland đương thời đã nhiều lần tuyên bố rằng Ireland là một nước cộng hòa và không phải là thành viên của Khối thịnh vượng chung, song không phủ nhận sự liên kết với Khối thịnh vượng chung.
Quan điểm của Ireland về các vấn đề trên không được các thành viên khác của Khối Thịnh vượng chung đồng ý. Cho đến khi Ireland thông qua Đạo luật này, quốc gia này vẫn được các quốc gia trong khối coi là một phần của "lãnh thổ tự trị của Bệ hạ". Ireland đã thông qua Hiến pháp năm 1937, song nội dung của bản hiến pháp này không chứa cụm từ nhắc đến vua Anh, vì thế chính phủ Vương quốc Liên hiệp tuyên bố rằng họ và các chính phủ Khối Thịnh vượng chung khác "sẵn sàng coi… Ireland là một thành viên của Khối Thịnh vượng chung Anh". Xét cho cùng, theo quan điểm của họ, vua Anh vẫn được Ireland trao quyền thực hiện một số chức năng nhất định với tư cách là đại diện theo luật định của Ireland theo Đạo luật Quan hệ Đối ngoại năm 1936, song việc bãi bỏ Đạo luật đã chấm dứt bất kỳ cơ sở pháp lý nào để coi Ireland tiếp tục duy trì chế độ quân chủ do quốc vương Anh đứng đầu, hoặc là một phần của lãnh thổ của Bệ hạ và do đó, Ireland tự động chấm dứt tư cách thành viên của mình trong Khối Thịnh vượng chung với tư cách là nhà nước cộng hòa. Trớ trêu thay, Thủ tướng đã quyết định công bố việc bãi bỏ Đạo luật Quan hệ Đối ngoại trong chuyến thăm chính thức tới Canada, quốc gia có địa vị hiến pháp là cơ sở cho việc thành lập Nhà nước Tự do Ireland.
Để đáp lại mong muốn của Ấn Độ về việc tiếp tục là thành viên sau khi hiến pháp cộng hòa mới của nước này được hoàn thiện, Hội nghị Thủ tướng Khối thịnh vượng chung năm 1949 đã đưa ra Tuyên bố Luân Đôn, cho phép các nước cộng hòa tiếp tục nằm trong Khối Thịnh vượng chung. Tuy nhiên, chính phủ Ireland đã không nộp đơn xin gia nhập Khối Thịnh vượng chung, song De Valera, người phản đối quan điểm này, đã cân nhắc việc nộp đơn sau khi ông trở lại nắm quyền vào những năm 1950.

### Về Cộng hòa Ireland
Điều 2 của Đạo luật quy định:
| Tiếng Anh                                                                                 | Tiếng Việt                                                 |
| ----------------------------------------------------------------------------------------- | ---------------------------------------------------------- |
| It is hereby declared that the description of the State shall be the Republic of Ireland. | Tuyên bố rằng tên gọi của Nhà nước sẽ là Cộng hòa Ireland. |

Đạo luật này không tuyên bố Ireland là một nước cộng hòa, cũng không thay đổi tên gọi chính thức của nhà nước là Éire (tiếng Ireland) và Ireland (tiếng Anh) như Hiến pháp quy định. Đạo luật này quy định một tên đầy đủ chính thức (description, n.đ. 'mô tả') của Nhà nước. Sự khác biệt giữa tên đầy đủ và tên gọi đôi khi gây ra nhầm lẫn. Costello đã giải thích sự khác biệt này như sau: 
If I say that my name is Costello and that my description is that of senior counsel, I think that will be clear to anybody who wants to know. If the Senator [Helena Concannon] will look at Article 4 of the Constitution she will find that the name of the State is Éire. Section 2 of this Bill declares that "this State shall be described as the Republic of Ireland." Its name in Irish is Éire and in the English language, Ireland. Its description in the English language is "the Republic of Ireland."

## Bối cảnh
Năm 1945, khi được hỏi liệu ông có dự định tuyên bố một nền cộng hòa hay không, Thủ tướng Éamon de Valera đã trả lời, "đất nước chúng tôi là một nền cộng hòa", điều mà ông đã không nói trong tám năm trước đó. Ông cũng khẳng định rằng Ireland không có vua, mà chỉ đơn giản là lấy một vị vua ngoại bang làm "chủ thể" trong các vấn đề quốc tế.
Vào tháng 10 năm 1947, de Valera đã yêu cầu tổng chưởng lý, Cearbhall Ó Dálaigh, soạn thảo một dự luật nhằm bãi bỏ Đạo luật Quan hệ Đối ngoại, và đến năm 1948, một dự thảo của dự luật bao gồm một tài liệu tham khảo về tiểu bang là một nước cộng hòa, song dự thảo dự luật không bao giờ được đệ trình lên Oireachtas để phê duyệt.
Vào đêm trước cuộc tổng tuyển cử Ireland năm 1948, Đại diện của Vương quốc Liên hiệp Anh và Bắc Ireland tại Ireland, Ngài Rugby, đã tuyên bố rằng việc bãi bỏ Đạo luật Quan hệ Đối ngoại là điều không thể tránh khỏi. Ông nhận xét 'Không có đảng nào đặt ra bất kỳ hướng đi nào khác'. Kết quả của cuộc tổng tuyển cử là một chính phủ Ireland mới được thành lập do John A. Costello đứng đầu.
Costello tuyên bố rằng một dự luật bãi bỏ Đạo luật Quan hệ Đối ngoại sẽ được đưa ra khi ông ở Ottawa, trong chuyến thăm chính thức tới Canada. David McCullagh cho rằng đó là một phản ứng bộc phát trước sự xúc phạm đến từ Toàn quyền Canada gốc Bắc Ireland, Lord Alexander, người được cho là đã đặt các biểu tượng trung thành với Hoàng gia Anh, đáng chú ý là bản sao của khẩu pháo Roaring Meg nổi tiếng được sử dụng trong Cuộc vây hãm Derry, trước mặt Costello, hòng xúc phạm ông tại một buổi quốc yến. Điều chắc chắn là thỏa thuận sẽ có hai lời chúc rượu riêng biệt dành cho Nhà vua và Tổng thống Ireland đã bị phá vỡ. Lập trường của phía Ireland là lời chúc rượu dành cho Nhà vua, thay vì đại diện cho cả hai quốc gia, sẽ không bao gồm Ireland. Chỉ có lời chúc rượu dành cho Nhà vua được đề xuất, khiến phái đoàn Ireland tức giận. Ngay sau đó, Costello đã công bố kế hoạch bãi bỏ Đạo luật Quan hệ Đối ngoại.
Tuy nhiên, theo hầu hết các bộ trưởng trong nội các của Costello, trừ một người, quyết định bãi bỏ Đạo luật Quan hệ Đối ngoại đã được đưa ra trước chuyến thăm Canada của Costello. Costello tiết lộ quyết định này là do tờ Sunday Independent (một tờ báo Ireland) đã phát hiện ra sự việc và công bố sự việc này như một nguồn tin độc quyền. Tuy nhiên, Bộ trưởng Y tế Noel Browne đã đưa ra một lời kể khác trong cuốn tự truyện của mình, Against the Tide. Ông cho rằng tuyên bố của Costello được đưa ra trong cơn phẫn nộ về cách đối xử của Toàn quyền Canada đối với ông, và rằng khi trở về, Costello đã đề nghị từ chức trong một cuộc họp các bộ trưởng tại nhà riêng vì ông đã tự ý đưa ra một sáng kiến chính sách quan trọng của chính phủ ngay tại Canada. Tuy nhiên, theo Browne, tất cả các bộ trưởng đều đồng ý từ chối chấp nhận đơn từ chức và cùng nhau thống nhất dựng nên câu chuyện rằng quyết định này được nội các thông qua trước đó.
Bằng chứng về những gì thực sự đã xảy ra vẫn còn không rõ ràng. Không có văn kiện hay tài liệu nào về quyết định trước đó bãi bỏ Đạo luật Quan hệ Đối ngoại trước chuyến đi Canada của Costello, trong số các văn kiện và tài liệu nội các năm 1948, chứng minh những gì Browne đã nói là chính xác. Tuy nhiên, chính phủ Costello đã từ chối cho phép Thư ký Chính phủ, Maurice Moynihan, tham dự các cuộc họp nội các và lập biên bản cuộc họp, vì họ tin rằng ông quá thân cận với lãnh đạo phe đối lập lúc này là Éamon de Valera, thay vào đó, nội các đã giao việc ghi biên bản cho Thư ký Nghị viện (bộ trưởng cấp dưới) Liam Cosgrave. Do Cosgrave chưa bao giờ ghi biên bản trước đó, nên biên bản của ông, ít nhất là vào thời kỳ đầu của chính phủ, chỉ ghi chép hạn chế các quyết định của nội các. Do đó, việc vấn đề này chưa từng được nêu ra, đã được nêu ra nhưng chưa có quyết định, đã được quyết định một cách không chính thức hay chính thức, vẫn còn không rõ ràng dựa trên các tài liệu nội các năm 1948.

## Trình dự luật
Dự luật Cộng hòa Ireland được trình vào năm 1948 bởi tân Thủ tướng John A. Costello thuộc đảng Fine Gael.
Đạo luật được thông qua với sự ủng hộ của tất cả các đảng phái. De Valera đã đề xuất rằng tốt hơn nên giữ lại tuyên bố thành lập nước cộng hòa cho đến khi Ireland thống nhất, một nhận xét vô hình trung mâu thuẫn với tuyên bố năm 1945 của ông rằng nhà nước Ireland đã là một nước cộng hòa.

## Phản ứng

### Vương quốc Liên hiệp Anh và Bắc Ireland
Phản ứng trước Đạo luật Cộng hòa Ireland, Vương quốc Liên hiệp Anh và Bắc Ireland đã ban hành Đạo luật Ireland 1949. Đạo luật này chính thức khẳng định rằng tại thời điểm Đạo luật Cộng hòa Ireland có hiệu lực, nhà nước Ireland đã không còn "là một phần của lãnh thổ Bệ hạ" và do đó không còn nằm trong Khối Thịnh vượng chung. Tuy nhiên, luật của Vương quốc Liên hiệp Anh và Bắc Ireland quy định rằng công dân Ireland sẽ không được coi là người nước ngoài theo luật quốc tịch Anh, trên thực tế đã trao cho họ một địa vị tương tự như công dân của các quốc gia Khối Thịnh vượng chung.
Trong khoảng thời gian từ khi ban hành Hiến pháp Ireland năm 1937 đến khi ban hành Đạo luật Ireland 1949, Vương quốc Liên hiệp Anh và Bắc Ireland đã chính thức quyết định chọn "Eire" làm tên gọi cho nhà nước Ireland. Đạo luật năm 1949 hiện quy định rằng "một phần Ireland trước đây được gọi là Eire" có thể được gọi trong các văn bản quy phạm pháp luật của Vương quốc Liên hiệp Anh trong tương lai là "Cộng hòa Ireland". Việc Vương quốc Anh tiếp tục không muốn sử dụng "Ireland" làm tên gọi chính thức của nhà nước do một vấn đề còn tồn tại cho đến ngày nay là chính thể Cộng hòa Ireland không đại diện toàn bộ hòn đảo cùng tên, đây vẫn là vấn đề gây ra căng thẳng ngoại giao trong nhiều thập kỷ sau đó.
Đạo luật Ireland của Anh Quốc cũng đưa ra một bảo đảm pháp lý rằng Bắc Ireland sẽ tiếp tục là một phần của Vương quốc Liên hiệp Anh, trừ khi Quốc hội Bắc Ireland chính thức bày tỏ mong muốn thống nhất Ireland; "quyền phủ quyết liên hiệp" này đã gây tranh cãi trong quá trình thông qua Đạo luật tại Westminster, cũng như trong nhà nước Ireland và trong cộng đồng dân tộc chủ nghĩa Bắc Ireland. Bảo đảm này đã được thay thế vào năm 1973, lúc này Quốc hội Bắc Ireland bị bãi bỏ, bằng một bảo đảm mới dựa trên "sự đồng thuận của đa số người dân Bắc Ireland".
Vào ngày Đạo luật có hiệu lực, ngày 18 tháng 4 năm 1949, Vua George VI đã gửi thông điệp sau tới Tổng thống Ireland, Seán T. O'Kelly: 
I send you my sincere good wishes on this day, being well aware of the neighbourly links which hold the people of the Republic of Ireland in close association with my subjects of the United Kingdom. I hold in most grateful memory the services and sacrifices of the men and women of your country who rendered gallant assistance to our cause in the recent war and who made a notable contribution to our victories. I pray that every blessing may be with you today and in the future.— GEORGE R.

#### Các quý tộc Ireland
Theo Đạo luật Liên hiệp 1800, khi Thượng Nghị viện Anh Quốc chấp nhận sự kế vị của một người trong hàng ngũ quý tộc Ireland, Thư ký Quốc hội sẽ thông báo cho Thư ký Vương thất Ireland tại Dublin để cập nhật sổ đăng ký bầu cử cho quý tộc đại diện Ireland trong Thượng Nghị viện. Các cuộc bầu cử như vậy đã chấm dứt vào năm 1922 và chức vụ Thư ký Vương thất chính thức bị bãi bỏ vào năm 1926, khi người cuối cùng, Gerald Horan, trở thành Chánh án Tòa án Tối cao đầu tiên. Tuy nhiên, Thư ký Quốc hội vẫn tiếp tục thông báo cho Horan như trước đây, cho đến khi chính phủ Ireland, khi xem xét lại việc quản lý để bắt đầu Đạo luật Cộng hòa Ireland, đã thông báo cho Viện Quý tộc vào cuối năm 1948 rằng chức vụ Thư ký Vương thất Ireland đã không còn tồn tại.

### Giáo hội Ireland
Sách Cầu Nguyện Chung của Giáo hội Ireland trên toàn đảo dựa theo sách của Giáo hội Anh và bao gồm ba "lời cầu nguyện cấp nhà nước": cầu cho "Chúa tể nhân từ nhất của chúng ta, Vua George", vương thất, và Khối Thịnh vượng chung. Giáo hội này về mặt lịch sử gắn liền với Giáo hội Tin Lành và là quốc giáo cho đến năm 1871. Các tín hữu sinh sống tại miền Nam Ireland của Giáo hội này (chiếm một phần ba tổng số) chủ yếu là những người theo chủ nghĩa liên hiệp trước năm 1922 và sau đó là những người ủng hộ Anh. Cuối năm 1948, các tổng giám mục John Gregg và Arthur Barton đã biên soạn những lời cầu nguyện thay thế để sử dụng trong nước cộng hòa, ban đầu là tạm thời cho đến khi tổng công nghị năm 1949 sửa đổi Sách Cầu Nguyện Chung. Một chiến dịch cơ sở do Hugh Maude của Clondalkin lãnh đạo đã phản đối bất kỳ sự thay đổi nào, vì thế tổng công nghị năm 1950 đã thông qua một thỏa hiệp, cho phép các tín đồ ở Bắc Ireland tiếp tục sử dụng những lời cầu nguyện cũ, và tín đồ từ nước Cộng hòa Ireland phía nam sẽ sử dụng "Lời cầu nguyện cho Tổng thống và tất cả những người có thẩm quyền". Tổng công nghị đề xuất "Lời cầu nguyện cho Vua George VI… trong lãnh thổ của Người, chúng ta không bị coi là người lạ" (ám chỉ Đạo luật Ireland 1949) như một lời cầu nguyện tùy chọn có thể được sử dụng ở miền Nam. Hình thức cuối cùng của lời cầu nguyện, xuất hiện trong Lời cầu nguyện và Lễ Tạ ơn chứ không phải trong các buổi lễ chính, đã bỏ cụm từ này do không được ưa chuộng. Tương tự, phụng vụ cho các buổi cầu nguyện buổi sáng và buổi tối bao gồm "Lạy Chúa, xin cứu giúp Nữ hoàng" ở Bắc Ireland và "Lạy Chúa, xin dẫn dắt và bảo vệ những người cai trị của chúng con" ở nước cộng hòa. Miriam Moffitt cho rằng những người ủng hộ Maude chủ yếu là các tín đồ lớn tuổi trong nhà thờ.

## Đánh giá lại
Năm 1996, Nhóm Rà soát Hiến pháp đã xem xét toàn văn Hiến pháp. Nhóm này đã cân nhắc liệu có nên sửa đổi tên quốc gia để tuyên bố Ireland nên được gọi là "Cộng hòa Ireland" hay không, song đã quyết định không đề xuất sửa đổi như vậy. Đây là lần thứ hai một ủy ban xem xét sửa đổi như vậy, sau khi đã xem xét mọi điều khoản của hiến pháp.